# Les Portes-en-Ré
Les Portes-en-Ré è un comune francese di 669 abitanti nella isola di Ré situata nel dipartimento della Charente Marittima nella regione della Nuova Aquitania.

## Sport
- Surfing
- Golf (Trousse-Chemise)

## Società

### Evoluzione demografica
Abitanti censiti